# ヘンリエッテ・エイブラム
ヘンリエッテ・エイブラム（Henriette Davidson Avram、1919年10月7日 - 2006年4月22日）は、プログラマー、システムアナリストで、図書館における書誌所蔵情報の国際データ標準であるMARCフォーマットを開発した。1960年代後半から1970年代前半にかけて、米国議会図書館（LC）でMARCを開発し、多くの図書館機能の自動化や、既存の目録規格を使用する図書館間で書誌情報を電子的に共有することを可能にし、図書館業務の実践に大きな変革をもたらした。

## MARC
MARC（Machine-Readable Cataloging）とは、紙の目録カードをコンピュータカタログに変換する手法である。これにより図書館のシステムが自動化され、図書館間相互貸借の実現性が大幅に向上し、ネットワーク化への道が開かれたのである:69。エイヴラムは、情報科学へ向かう図書館革命の中心人物だった。
エイブラムの言によれば、MARCはフォーマット、出版物、手順、人々、標準、システム、機器などの集合体である:73–74。MARCは、LCでの最初のカタログカード分析から生まれた最初の計画メモランダム3号から、MARC 1（その後、1966年11月から1967年10月までのMARCパイロットシステムにより、このフォーマットが名付けられた）、そして最終的に今日使われているMARC 21へと、長年にわたり多くの変遷を遂げてきた。エイヴラムは、1975年に米国議会図書館から出版された「MARC, its history and implications」の著者でもある。
MARCが全国的に採用されるよう、エイブラムはアメリカ図書館協会や米国国家規格協会と協力して、MARCを国家標準にするよう働きかけた:69–70。1971年に国内標準を獲得したことに満足せず、1973年にMARCが国際標準化機構の標準となるまで、エイブラムはロビー活動を続けた。彼女の努力により、MARCは現在、世界中の図書館の自動化と書誌通信の基礎として使用されている:859。 また、Linked Systems Projectの当初の計画者の一人であった。この役割において、エイブラムは「異種のコンピュータシステムに収容されたデータベースをリンクするために国際標準を使用するという福音を広めることに精力的だった」:859 図書館員になるつもりはなかったが、エイブラムは「図書館の自動化と書誌管理における高名な人物」となった:855。

## 受賞

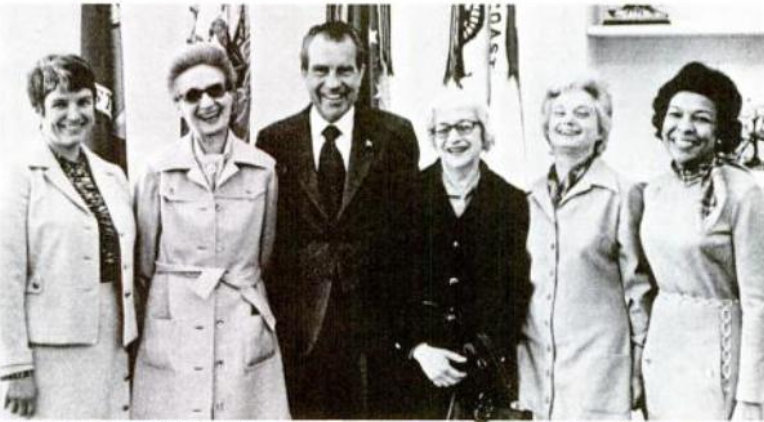
大統領執務室で撮られたニクソン大統領と1974年の Federal Woman's Awardの5人の受賞者。左から Brigid Leventhal, Madge Skelly、ニクソン、ヘンリエッテ・エイブラム, Gladys Rogers、 Roselyn P. Epp

- 1971 Margaret Mann Citation in Cataloging and Classification from the American Library Association[10]
- 1974 Federal Women's Award
- 1977 Honorary Doctorate of Science from Southern Illinois University
- 1979 Academic/Research Librarian of the Year from the Association of College and Research Libraries
- 1980 Achievement in Library and Information Technology Award from Library and Information Technology Association
- 1981 Melvil Dewey Medal from the American Library Association
- 1986 Appreciation Award from the National Central Library of Taipei, Taiwan
- 1987 Honorary Fellow of the International Federation of Library Associations and Institutions
- 1988 Joseph W. Lippincott Award
- 1989 Distinguished Executive Service Award from the Senior Executives Association Professional Development League[11]
- 1989 National Information Standards Organization Fellow
- 1990 John Ames Humphrey/Forest Press Award
- 1990 Professional Award from the Special Libraries Association
- 1991 Honorary Doctorate of Humane Letters from Rochester Institute of Technology
- 1992 Distinguished Service Award from the Library of Congress
- 1992 Meritorious Service Award from the American National Standards Institute
- 1993 Honorary Doctorate of Science from the University of Illinois at Urbana-Champaign
- 1997 Honorary Life Membership in the American Library Association[12]